# Investitionsbank Schleswig-Holstein
El Banco de Inversiones de Schleswig-Holstein (IB.SH) es el instituto de financiación central del estado de Schleswig-Holstein. Se estableció el 1 de enero de 2003 mediante la escisión de una subdivisión de lo que entonces era Landesbank Schleswig-Holstein Girozentrale (LB Kiel) (hoy Hamburg Commercial Bank AG) como una institución independiente de derecho público. Anteriormente, sus tareas eran realizadas por una subdivisión de LB Kiel. 

## Tareas
El Banco de Inversiones de Schleswig-Holstein (IB.SH) apoya al Estado de Schleswig-Holstein como instituto central de financiación en la implementación de tareas de política económica y estructural.
El IB.SH asesora sobre todas las cuestiones de financiación y otorga financiación para la economía, la construcción de viviendas, los municipios, el mercado laboral y las medidas de formación, los proyectos medioambientales y energéticos, el desarrollo urbano y el sector agrícola. Se apoyan proyectos de inversión públicos y privados en Schleswig-Holstein.
El IB.SH gestiona el subsidio de vivienda de propiedad especial / financiamiento hospitalario del estado de Schleswig-Holstein y supervisa el subsidio de vivienda social del estado (el grupo de trabajo para la construcción contemporánea también participa como auditor).
Con alrededor de 579 empleados, se admiten más de 60 programas y productos.